# فاكوندو بيرتوغليو
فاكوندو دانييل بيرتوغليو (بالإسبانية: Facundo Bertoglio)‏ (مواليد 30 يونيو 1990 في الأرجنتين) هو لاعب كرة قدم أرجنتيني يلعب مع نادي أبويل في الدوري القبرصي لكرة القدم كلاعب وسط. مثّل منتخب الأرجنتين لكرة القدم. بدأ فاكوندو بيرتوغليو مسيرته الرياضية عام 2009.

## روابط خارجية
- فاكوندو بيرتوغليو على موقع اتحاد أوكرانيا (الإنجليزية)
- فاكوندو بيرتوغليو على موقع قاعدة بيانات كرة القدم.إي يو (الإنجليزية)
- فاكوندو بيرتوغليو على موقع ناشيونال فوتبول تيمز (الإنجليزية)
- فاكوندو بيرتوغليو على موقع Soccerway.com (الإنجليزية)
- فاكوندو بيرتوغليو على موقع عالم كرة القدم.نت (الإنجليزية)
- فاكوندو بيرتوغليو على موقع AS.com (الإسبانية)